# Scott Simpson
Scott William Simpson (San Diego (Californië), 17 september 1955)  is een golfprofessional uit de Verenigde Staten.

## Amateur
Simpson studeerde aan de University of Southern California en speelde college golf. Hij won twee NCAA-kampioenschappen. Ook speelde hij in de Walker Cup.

### Gewonnen
Onder meer:
- 1976: NCAA Division I Championship, Porter Cup
- 1977: NCAA Division I Championship

### Teams
- Walker Cup: 1977

## Professional
Simpson werd na de Walker Cup van 1977 professional en studeerde in 1978 af.  Hij speelde op de Amerikaanse PGA Tour sinds 1979 en won daar zeven toernooien.
Zijn belangrijkste overwinning was in 1987. Hij won het US Open op de Olympic Club in San Francisco door drie birdies in de laatste vijf holes te maken en Tom Watson slechts een slag achter zich te laten. Dat jaar speelde hij ook in de Ryder Cup, die door het Europese team werd gewonnen.
In 2006 kon Simpson op de Champions Tour gaan spelen. Hij won een toernooi in Pebble Beach.

### Gewonnen
PGA Tour
- 1980: Western Open
- 1984: Manufacturers Hanover Westchester Classic
- 1987: Greater Greensboro Open, US Open (-3)
- 1989: BellSouth Atlanta Golf Classic
- 1993: GTE Byron Nelson Golf Classic
- 1998: Buick Invitational

Japan Golf Tour
- 1984: Chunichi Crowns, Dunlop Phoenix
- 1988: The Crowns

Elders
- 1979: Hawaii State Open
- 1981: Hawaii State Open
- 1990: Perrier Invitational (Europe, but not a European Tour event)
- 1993: Hawaii State Open
- 1994: Hawaii State Open

Champions Tour
- 2006: Wal-Mart First Tee Open at Pebble Beach

### Teams
- Ryder Cup: 1987